# Мёрфи, Джеймс Джозеф
Джей Джей Мерфи (англ. J. J. Murphy; 7 мая 1928, Белфаст, Северная Ирландия — 8 августа 2014, там же) — британский актёр театра, кино и телевидения.

## Биография
Джей Джей Мерфи родился 7 мая 1928 года в Белфасте, Северная Ирландия. После получения среднего образования поступил в театральное училище в Ольстере, которое закончил в 1948 году. Играл в Arts Theatre (Белфаст), особенно продолжительное время работал в театре Lyric Theatre (Белфаст), где его партнёрами по сцене и в известном смысле учениками были, среди прочих актёров, Лиам Нисон и Киаран Хайндс. Творческую деятельность совмещал с работой в профсоюзе актёров Великобритании.

Летом 2014 года он был утверждён на роль Дениса Маллистера, старейшего члена Ночного Дозора в пятом сезоне сериала «Игра престолов». По отзывам друзей, Мерфи был взволнован участием в популярном проекте, реализуемым к тому-же на его родине. На четвёртый день съёмок, 8 августа он скончался прямо на съёмочной площадке от остановки сердца. Продюсеры Дэвид Бениофф и Дэн Уайсс заявили по этому поводу: 
Мы не будем заменять актера Дж.Дж. Мёрфи. Он был хорошим человеком и лучшим Денисом Маллистером, о котором можно было только мечтать. Теперь его Дозор окончен.

## Фильмография
| Год  |   | Русское название   | Оригинальное название | Роль                 |
| ---- | - | ------------------ | --------------------- | -------------------- |
| 1984 | ф | Дневник террориста | Cal                   | Человек в библиотеке |
| 1988 | ф | God's Frontiersmen | God's Frontiersmen    | Нэт                  |
| 1989 | ф | Красивая любовь    | A Fine Romance        | Келли                |
| 1999 | ф | Прах Анджелы       | Angela's Ashes        | эпизод               |
| 2002 | ф | Puckoon            | Puckoon               | Фарг                 |
| 2004 | ф | Микибо и я         | Mickybo and Me        | эпизод               |
| 2013 | ф | Faraway            | Faraway               | эпизод               |
| 2014 | ф | Дракула            | Dracula Untold        | Старейшина деревни   |
| 2014 | ф | Игра престолов     | Game of Thrones       | Денис Маллистер      |